# Camille Saint-Saëns
Charles Camille Saint-Saëns [ʃaʁl ka.mij sɛ̃.sɑ̃s]IPA (9. října 1835, Paříž, Francie – 16. prosince 1921 Alžír) byl francouzský hudební skladatel, dirigent, klavírista, varhaník a hudební kritik období romantismu. Jeho rozsáhlá tvorba zahrnuje pět symfonií, klavírní, houslové a violoncellové koncerty, několik oper a množství komorních děl. Saint-Saënsova díla se v současnosti uvádějí relativně zřídka, z větších děl jsou známé například Symfonie č. 3 c moll a opera Samson a Dalila. Poměrně populární jsou drobnější skladby jako Karneval zvířat (fr. Le Carnaval des Animaux) nebo Tanec kostlivců (Danse macabre).

## Život
Camille Charles Saint-Saëns se narodil v roce 1835 v Paříži. Už od dětství se projevoval jeho výjimečný talent, měl také skvělý hudební sluch, a tak se jeho teta rozhodla, že mu bude dávat klavírní lekce už od jeho dvou a půl roku. Ve třech letech složil svou první skladbičku, jejíž rukopis se dochoval dodnes, a v pěti letech měl svůj první veřejný koncert, na kterém okouzloval hrou Beethovenových sonát. V sedmi letech už studoval kompozici u Pierra Maledina. Ve věku deseti let přišlo jeho první velké vystoupení, při kterém hrál mimo jiné Klavírní koncert č. 15 od Wolfganga Amadea Mozarta. Byla to tak výjimečná událost, že o ní vyšel článek dokonce i v amerických novinách.

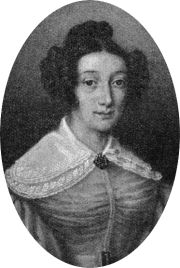
Portrét Saint-Saënsovy matky Françoise Collin (1809-1888)

V roce 1848 nastoupil na pařížskou konzervatoř, kde studoval kompozici a hru na varhany. Během chvíle se z něj stal varhanní virtuóz a později pravděpodobně nejlepší varhaník Evropy. Do roku 1876 zastával post hlavního varhaníka v pařížském chrámu Église de la Madeleine. V letech 1861 až 1865 pak vyučoval na Ecolé Niedermayer, kde byl jeho nejvýznamnějším žákem skladatel Gabriel Fauré.

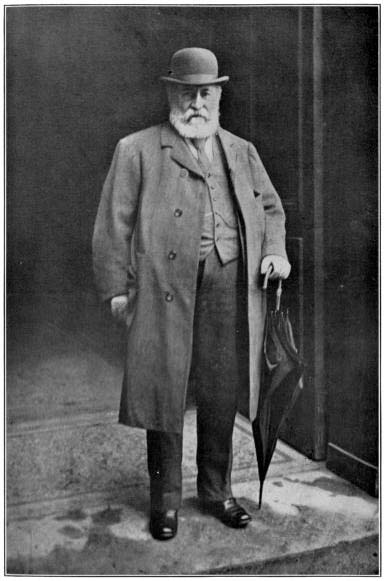
Charles Camille Saint-Saëns v roce 1919

V roce 1870 byl povolaný do francouzsko-pruské války, kde strávil na frontě několik těžkých měsíců a na citlivé skladatelově duši to zanechalo hluboké stopy. Dalším poměrně šťastným rokem byl rok 1871, kdy založil spolu s Romainem Bussinem Národní hudební společnost (Société Nationale de Musique). Tato významná společnost měla velký význam pro podporu francouzským skladatelů. Bez Saint-Saënsa by nevzniklo a nebylo uvedených veřejnosti mnoho děl Francka, Faurého a dalších, což znovu poukazuje na skladatelovu významnost. Brzy se stal vedoucí osobností a významným členem nejen francouzského hudebního života.
V roce 1875 se oženil s Gabrielle Truffotovou, se kterou měl dvě děti, které velmi brzy zemřely, a jedno dokonce tragicky: pádem z okna. Saint-Saëns ukončil toto těžké období až v roce 1881, kdy se s manželkou rozešli. Do konce života žili odděleně, ačkoliv nebyli nikdy rozvedení.

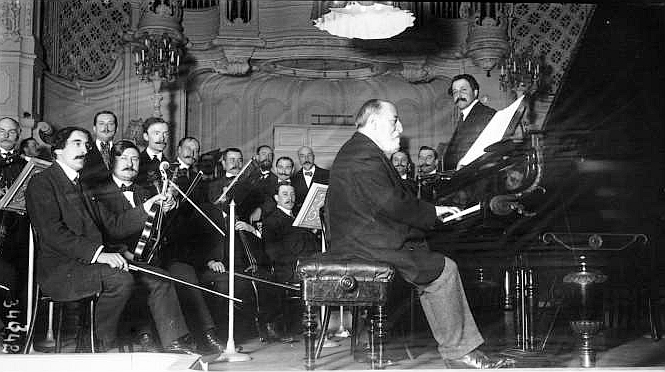
Charles Camille Saint-Saëns (Paříž, 1913)

V roce 1888 přišla další rodinná rána: zemřela Saint-Saënsova matka, Françoise Collin (1809-1888), kterou velmi miloval a na které byl velmi závislý. Saint-Saënsa to dokonce tak ranilo, že po její smrti uvažoval o sebevraždě. Smutek se snažil zahnat cestováním po Egyptě a po Alžírsku. Po návratu do Francie se mu dostalo vyznamenání Řádem čestné legie (Légion d'honneur), ale po této události začal jeho hudební úspěch příkře upadat. Na vrchol se spíše dostávala nová vlna skladatelů, jako byli Claude Debussy a Maurice Ravel, a Saint-Saëns začal být ve Francii považován za příliš konzervativního. V Anglii a ve Spojených státech však měl renomé nejvýznamnějšího žijícího francouzského skladatele. Po USA podnikl také v roce 1915 triumfální koncertní turné. V pozdějších letech svého života už nezkomponoval žádné významné dílo, věnoval se hlavně svým zálibám a svým psům. Dožil se vysokého věku a zemřel v roce 1921 v Alžírsku. Tělesné pozůstatky byly převezeny do Paříže, kde proběhl pohřeb se státními poctami. Je pochovaný na hřbitově Cimetière du Montparnasse.

## Camille Saint-Saëns a Praha

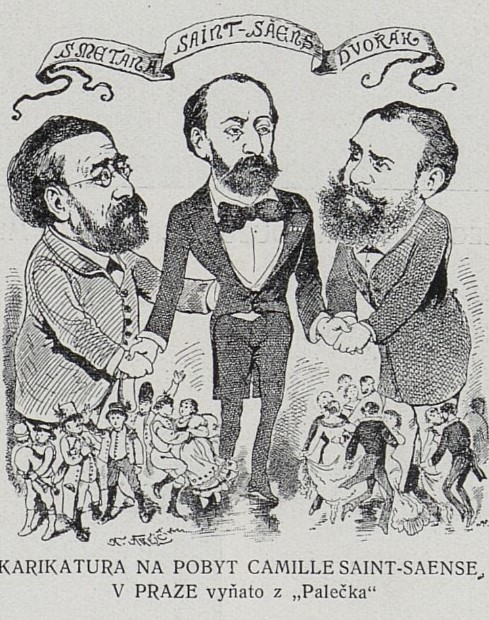
Karel Krejčík: Bedřich Smetana, Camille Saint-Saëns, Antonín Dvořák (Paleček, 1882)

Camille Saint-Saëns navštívil Prahu poprvé v lednu 1882, kdy na Žofíně vystoupil jako klavírista i jako dirigent.
Podruhé pobýval v Praze v roce 1886, kdy mezi jiným vytvářel svou skladbu Karneval zvířat. Dne 19. února vystoupil jako dirigent a interpret svých skladeb na koncertu v Národním divadle. Této návštěvě předcházel skandál během návštěvy Saint-Saënse v Berlíně v lednu téhož roku. Ten se měl zasadit o to, aby v Paříži nebyl uveden Wagnerův Lohengrin, což se setkalo s nesouhlasem císaře Viléma I. a berlínské publikum oplatilo skladateli jeho postoj během koncertu pískotem a nesouhlasným voláním. Český tisk neopomněl tuto událost protiněmecky a se sympatiem k umělci komentovat. Saint-Saëns svůj podíl na neuvedení Lohengrina popřel, přijetí v Praze ale hodnotil v porovnání s berlínským velmi kladně.
Zdroje uvádějí, že Saint-Saëns navštívil Prahu třikrát, bez uvedení data třetí návštěvy. Pozvání na koncert v Národním divadle roku 1889 musel skladatel odmítnout s ohledem na úmrtí matky.
V Praze se skladatel setkal mezi jiným s Bedřichem Smetanou a Antonínem Dvořákem; v časopise Paleček věnoval v roce 1882 Karel Krejčík jeho setkáním karikaturu, na které je Saint-Saëns zobrazen spolu s Smetanou a Dvořákem.

## Osobnost

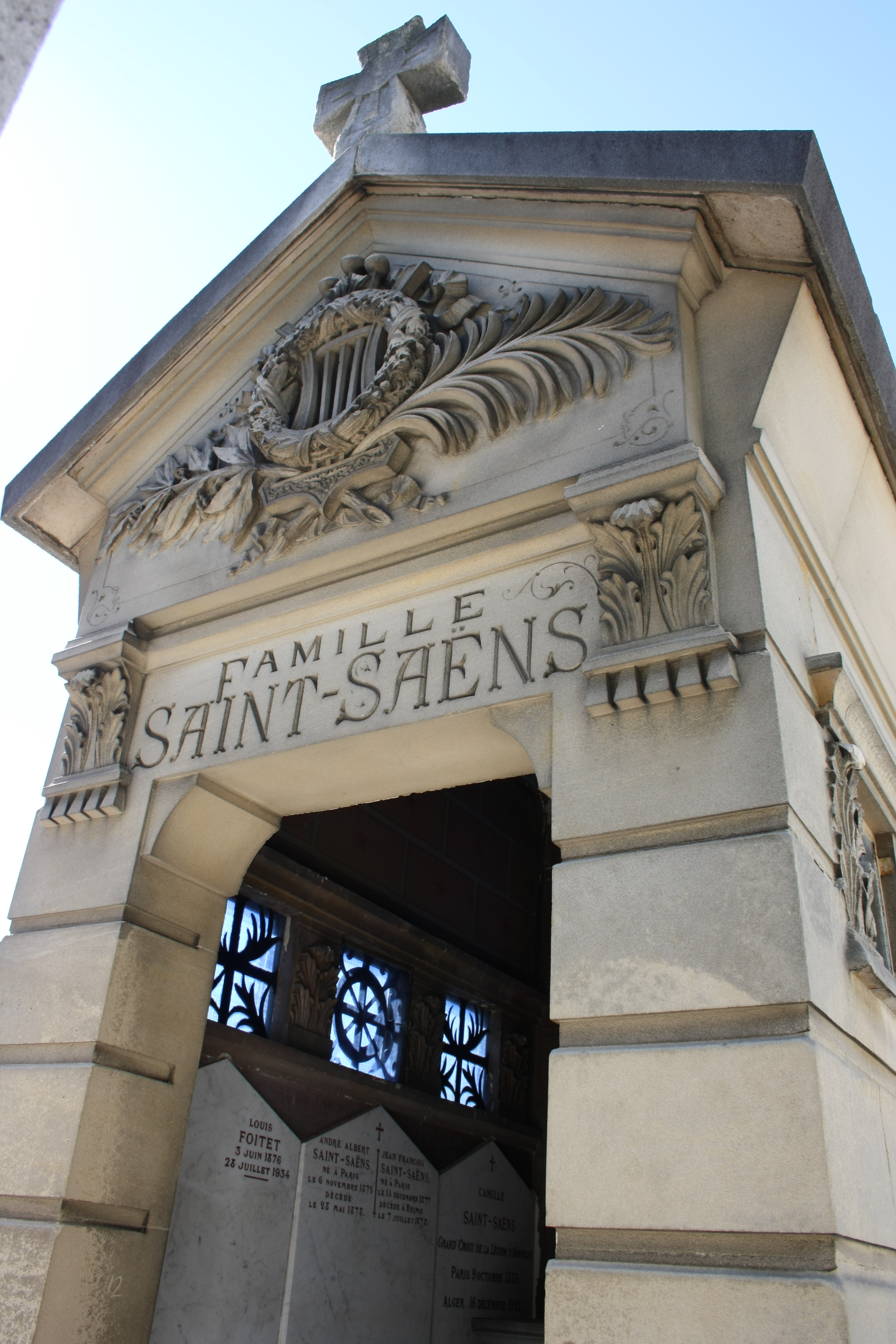
Rodinná hrobka na pařížském hřbitově Montparnasse

Saint-Saëns byl muž malé silnější postavy a jeho chování nepatřilo k nejlepším. Byl zlostný, často nervózní a v mnoha případech intrikánský. Navzdory těmto nelichotivým charakteristikám mu však jedno upřít nemůžeme: byl to muž, který se zlatým písmem zapsal do dějin světové hudby, a výjimečný člověk - to dokládá i fakt, že ve třech letech psal, četl a zanedlouho překládal z latiny. Byl skvělým v matematice, patřil spolu s Lisztem k pravděpodobně nejlepším klavíristům své doby a byl ve své době bezkonkurenční ve hře na varhany. Měl talent na jazyky, kterých se několik naučil, zajímal se mimo jiné i o geologii a astronomii. Udržoval i vědeckou korespondenci, byl členem Národní astronomické společnosti a měl svůj vlastní teleskop, s kterým po večerech rád pozoroval oblohu. Psal ale i poezii a vydal filozofický spis; v době svého dlouhého života patřil mezi vůdčí osobnosti francouzského kulturního života. Díky svým interpretačním a organizačním činnostem byl jeden z nejkomplexnějších hudebních skladatelů Evropy a jedním z prvních hudebních kritiků v dnešním slova smyslu. Z evropských skladatelů se nejlépe znal a přátelil s Ferencem Lisztem. Pokud se jedná o jeho osobní život, v něm moc štěstí neměl - často trpěl depresemi a po smrti své matky (což už bylo zmíněno výše) uvažoval dokonce o sebevraždě a po tragédiích ve své rodině už se nikdy neoženil.

## Dílo
Charles Camille Saint-Saëns je tvůrcem díla, které si svým rozsahem zaslouží uznání: několik oper, 5 symfonií, (první dvě bez pořadového čísla), množství komorní hudby, 5 klavírních koncertů, 3 houslové koncerty, 2 violoncellové, Na veřejnost se jich však dostalo několikanásobně méně a některé byly publikem vyřazeny už při prvních premiérách. Často se hrává symfonie č. 3, z koncertů je nejcennější violoncellový koncert č. 1, který patří do základního violoncellového repertoáru. Klavírní koncerty jsou uváděny jen zřídka, napříč tomu, že jsou to krásná díla. Nejčastěji se objevuje klavírní koncert č. 2, méně klavírní koncert č. 5 a klavírní koncert č. 4. Z operní hudby se udržela Samson a Dalila, ale i zde je její uvedení spíše výjimkou. Velmi známá je však Introdukce a Rondo capriccioso, která je oblíbenou skladbou houslových sólistů. Mezi nejpopulárnější Saint-Saënsova díla patří symfonická báseň Tanec kostlivců a suita Karneval zvířat obsahující čtrnáct krátkých skladeb z nichž nejznámější jsou Aquarium a Labuť.

### Charakteristika
Saint-Saënsa je možno zařadit mezi skladatele, jejichž dílo představuje jakousi syntézu předcházejících období. Neexperimentoval a nepatřil k revolucionářům v hudbě, přesto však uznával i takové pokrokové skladatele, jakými byli v té době Liszt a Wagner. Saint-Saëns jako zázračné dítě a virtuóz se přirozeně orientoval ve formě a technice děl. Forma se tak stala silnou i slabou stránkou jeho děl. Dnes se na něj pohlíží spíše jako na skladatele vícebraných, uhlazených, technicky dokonalých a interpretačně náročných děl, kterým ale chybí hlubší obsah. Jeho díla jsou podle mnohých neinspirující a fádní. Další slabší stránkou skladatele je omezený tvořivý fond. Jak to o něm trochu zlomyslně pověděl jistý kritik: „Saint-Saëns jakoby hovořil velkým skladatelům: máte nejlepší melodie - chceme je.“ Přesto však velká část jeho děl je v repertoáru dodnes, i když nejsou uváděné tak často. Může to však nasvědčovat tomu, že je Saint-Saëns lepší skladatel, než je jeho pověst. Názory na něj jsou dodnes rozdílné. Jeho díla si ale každopádně zaslouží pozornost interpretů i publika.

### Nejvýznamnější dílo

#### Symfonie
- Symfonie č. 3 c moll „Varhanní“, Op. 78

#### Koncerty
- Klavírní koncert č. 2 g moll, Op. 22
- Klavírní koncert č. 4 c moll, Op. 44
- Klavírní koncert č. 5 F dur „Egyptský“, Op. 103
- Violoncellový koncert č. 1 a moll, Op. 33
- Houslový koncert č. 3, Op. 61

#### Jináorchestrálníhudba
- Introdukce a Rondo capriccisio pro housle a orchestr, Op. 28
- Tanec kostlivců (Danse macabre), Op. 40
- Allegro apassionato pro violoncello a orchestr, Op. 43

#### Komorní hudba
- Karneval zvířat
- Hobojová sonáta
- Klarinetová sonáta
- Fagotová sonáta, Op. 168

#### Opery
- Le Princesse Jaune, 1872
- Le Tibre d'Argent, 1877
- Samson a Dalila, op. 47, 1877
- Étienne Marcel, 1879
- Henry VIII, 1883
- Proserpine, 1887
- Ascanio, 1890
- Phryné, 1893
- Frédégonde, 1895
- Les Barbares, 1901
- Hélène, 1904
- L'Ancêtre, 1906
- Déjanire, 1911

#### Vokální a další vokálně-instrumentální hudba
- La Lyre et la Harpe (podle básně Victora Huga), pro sólo, sbor a orchestr, op. 57 (1879)

- La Fiancée du timbalier (podle básně Victora Huga) pro soprán a orchestr, op. 82

- La Nuit, pro soprán, ženský sbor a orchestr, op. 114, text Georges Audigier

- Le Feu céleste, kantáta pro sólový soprán, sbor, orchestr, varhany a vypravěče, op. 115 (na báseň Armanda Silvestra)
- Lola, dramatická scéna se dvěma postavami pro sólo a orchestr, op. 116, z básně Stéphana Bordèse (Prélude, Le Songe, Le Rossignol, Tango, Conclusion)

- Des pas dans l'allée, pro sbor, op. 141 č. 1, text Charles-Maurice Couÿba

- Scène d'Horace, op. 10 (1860)

- Calme des Nuits, op. 68 č. 1, pro 4 smíšené hlasy a capella (1882)

- Les Fleurs et les arbres, op. 68 č. 2 (1882)

- Saltarelle op. 74, pro 4 mužské hlasy a capella (1885)

- Nuit persane, pro sóla, sbor a orchestr, op. 26 bis (1891)

- Pallas Athéné, kantáta pro soprán a orchestr, op. 98 (1894), na báseň J. L. Croze

## Zvukové ukázky
- Introdukce a Rondo Capriccioso pro housle a orchestr
- Fagotová sonáta (kompletní)